# 로빈 시드니

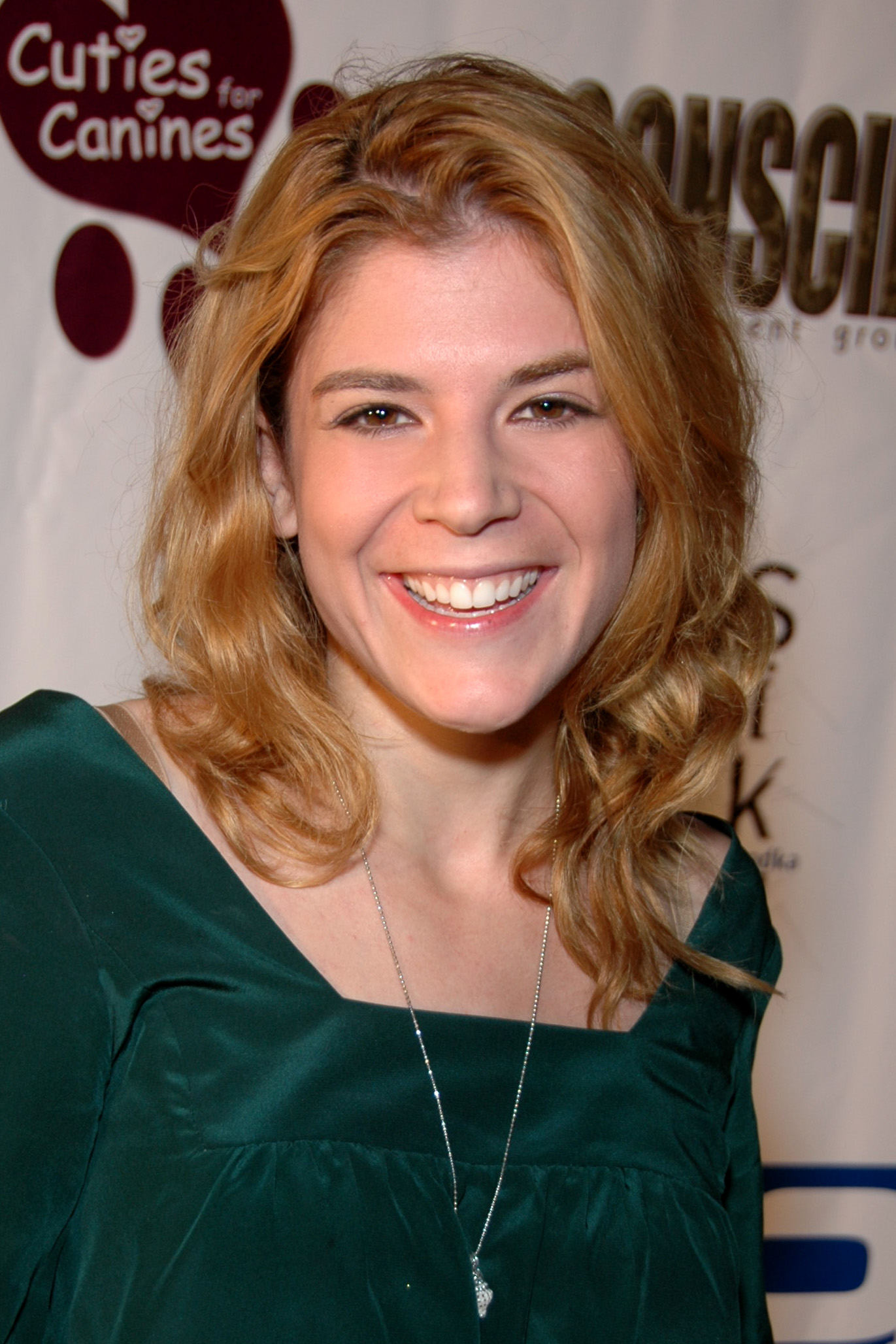

로빈 시드니(Robin Sydney, 1984년 1월 4일 ~ )는 미국의 배우, 텔레비전 배우, 영화배우이다.
볼더에서 태어났다.

## 영화
- 아메리칸머슬 (2014년)
- 진저데드 맨 Vs. 이블 봉 (2013년)
- 위키드 레이크 (2008년)
- 가든 파티 (2008년) - 사라 역
- 데드 맨즈 핸드 (2007년)
- 마스터즈 오브 호러 시즌 2 에피소드 12 - 나는 살고 싶다 (2007년)
- 더 로스트 (2006년)
- 빅 배드 울프 (2006년)
- 더 진저데드 맨 (2005년) - 사라 역
- 드레이크와 조시 (2004년)